# کتاب‌های خونین
کتاب‌های خونین (انگلیسی: Books of Blood) یک فیلم ترسناک آمریکایی به کارگردانی برانون براگا محصول سال ۲۰۲۰ می باشد. این فیلم برگرفته از کتابی با همین نام به نویسندگی کلایو بارکر می باشد. داستان فیلم در مورد سه اتفاق ترسناک متفاوت است که در پایان فیلم به هم مرتبط میشوند.